# Tour de l'Avenir de 2015
A 52.ª edição do Tour de l'Avenir (nome oficial em francês: Tour de l'Avenir) foi uma carreira de ciclismo de estrada por etapas que se celebrou entre 22 e 29 de agosto de 2015 na França com início na cidade de Tonnerre e final em Les Sybelles sobre um percurso total de 966 quilómetros.
A carreira fez parte do UCI Europe Tour de 2015, dentro da categoria UCI 2.ncup (Copa das Nações UCI sub-23 limitada a corredores menores de 23 anos.)
A carreira foi vencida pelo ciclista Marc Soler da selecção nacional sub-23 da Espanha. O pódio completaram-no o ciclista Jack Haig da selecção nacional sub-23 da Austrália e o ciclista Matvey Mamykin da selecção nacional sub-23 da Rússia.

## Equipas participantes
| Equipes nacionais (20)- Austrália U23 - Áustria U23 - Bélgica U23 - Colômbia U23 - Dinamarca U23 - Espanha U23 - Estónia U23 - França U23 - Grã-Bretanha U23 - Alemanha U23 - Itália U23 - Países Baixos U23 - Noruega U23 - Polónia U23 - Portugal U23 - Rússia U23 - Eslovénia U23 - Suíça U23 - Ucrânia U23 - Estados Unidos U23 Unknown team category- Mixed men's U23 UCI |
| |

## Percorrido
O Tour de l'Avenir dispôs de um prologo e 7 etapas para um percurso total de 966 quilómetros com início na cidade de Tonnerre e final em Les Sybelles, compreendendo 1 contrarrelógio individual (prólogo), 3 etapas de montanha, 1 etapa em media montanha e 3 etapas planas.
| Etapa   | Data    | Percurso                                        | type                      | Distância (km) | Vencedor             | Líder geral          |
| ------- | ------- | ----------------------------------------------- | ------------------------- | -------------- | -------------------- | -------------------- |
| Prólogo | 22 ago. | Tonnerre – Tonnerre                             | contrarrelógio individual | 3,5            | Søren Kragh Andersen | Søren Kragh Andersen |
| 1       | 23 ago. | Chablis – Toucy                                 | etapa escarpada           | 160,5          | Jonas Koch           | Søren Kragh Andersen |
| 2       | 24 ago. | Avallon – Arbois                                | etapa escarpada           | 193,5          | Mads Pedersen        | Tom Bohli            |
| 3       | 25 ago. | Champagnole – Tournus                           | etapa escarpada           | 137            | Søren Kragh Andersen | Tom Bohli            |
| 4       | 26 ago. | Annemasse – Cluses                              | média montanha            | 146,7          | Mads Würtz           | José Luis Rodríguez  |
| 5       | 27 ago. | Megève – La Rosière                             | alta montanha             | 103,1          | Guillaume Martin     | Gregor Mühlberger    |
| 6       | 28 ago. | Bourg Saint Maurice – Saint-Michel-de-Maurienne | alta montanha             | 128,2          | Élie Gesbert         | Marc Soler           |
| 7       | 29 ago. | Saint-Michel-de-Maurienne – Les Sybelles        | alta montanha             | 93,5           | Matvey Mamykin       | Marc Soler           |

## Classificações finais
As classificações finalizaram da seguinte forma:

### Classificação geral
| \| Classificação geral \| Classificação geral \| Classificação geral \| Classificação geral \| Classificação geral \| \| Ciclista \| Ciclista \| Equipe \| Tempo \| \| \| ------------------- \| ------------------- \| ------------------- \| ------------------- \| ------------------- \| \| 1. \| Marc Soler \| Espanha U23 \| 24h58m14s \| \| \| 2. \| Jack Haig \| Austrália U23 \| + 1m09s \| \| \| 3. \| Matvey Mamykin \| Rússia U23 \| + 2m50s \| \| \| 4. \| Sam Oomen \| Países Baixos U23 \| + 3m18s \| \| \| 5. \| Simone Petilli \| Itália U23 \| + 3m23s \| \| \| 6. \| Giulio Ciccone \| Itália U23 \| + 3m56s \| \| \| 7. \| Sindre Lunke \| Noruega U23 \| + 5m12s \| \| \| 8. \| Laurens De Plus \| Bélgica U23 \| + 6m12s \| \| \| 9. \| Sebastián Henao \| Colômbia U23 \| + 6m56s \| \| \| 10. \| Guillaume Martin \| França U23 \| + 7m25s \| \| |                  |                   |           |
| |                  |                   |           |
| Fonte: ProCyclingStats |                  |                   |           |
| Classificação geral |                  |                   |           |
| Ciclista | Ciclista         | Equipe            | Tempo     |
| 1. | Marc Soler       | Espanha U23       | 24h58m14s |
| 2. | Jack Haig        | Austrália U23     | + 1m09s   |
| 3. | Matvey Mamykin   | Rússia U23        | + 2m50s   |
| 4. | Sam Oomen        | Países Baixos U23 | + 3m18s   |
| 5. | Simone Petilli   | Itália U23        | + 3m23s   |
| 6. | Giulio Ciccone   | Itália U23        | + 3m56s   |
| 7. | Sindre Lunke     | Noruega U23       | + 5m12s   |
| 8. | Laurens De Plus  | Bélgica U23       | + 6m12s   |
| 9. | Sebastián Henao  | Colômbia U23      | + 6m56s   |
| 10. | Guillaume Martin | França U23        | + 7m25s   |

### Classificação por pontos
| Classificação por pontos | Classificação por pontos | Classificação por pontos | Classificação por pontos | Classificação por pontos |
| Ciclista                 | Ciclista                 | Equipe                   | Pontos                   |                          |
| ------------------------ | ------------------------ | ------------------------ | ------------------------ | ------------------------ |
| 1.                       | Jonas Koch               | Alemanha U23             | 57 pts                   |                          |
| 2.                       | Mads Würtz               | Dinamarca U23            | 44 pts                   |                          |
| 3.                       | Simone Consonni          | Itália U23               | 33 pts                   |                          |
| 4.                       | Marc Soler               | Espanha U23              | 27 pts                   |                          |
| 5.                       | Gregor Mühlberger        | Áustria U23              | 25 pts                   |                          |
| 6.                       | Johannes Weber           | Alemanha U23             | 25 pts                   |                          |
| 7.                       | William Barta            | Estados Unidos U23       | 25 pts                   |                          |
| 8.                       | Daniel Lehner            | Áustria U23              | 24 pts                   |                          |
| 9.                       | Jan Dieteren             | Alemanha U23             | 24 pts                   |                          |
| 10.                      | Gašper Katrašnik         | Eslovénia U23            | 23 pts                   |                          |

### Classificação da montanha
| Classificação da montanha | Classificação da montanha | Classificação da montanha | Classificação da montanha | Classificação da montanha |
| Ciclista                  | Ciclista                  | Equipe                    | Pontos                    |                           |
| ------------------------- | ------------------------- | ------------------------- | ------------------------- | ------------------------- |
| 1.                        | Matvey Mamykin            | Rússia U23                | 67 pts                    |                           |
| 2.                        | Guillaume Martin          | França U23                | 65 pts                    |                           |
| 3.                        | Daniel Felipe Martínez    | Colômbia U23              | 64 pts                    |                           |
| 4.                        | Marc Soler                | Espanha U23               | 62 pts                    |                           |
| 5.                        | Sebastián Henao           | Colômbia U23              | 61 pts                    |                           |
| 6.                        | Gregor Mühlberger         | Áustria U23               | 44 pts                    |                           |
| 7.                        | Germán Chávez             | Colômbia U23              | 38 pts                    |                           |
| 8.                        | Giulio Ciccone            | Itália U23                | 33 pts                    |                           |
| 9.                        | Jack Haig                 | Austrália U23             | 31 pts                    |                           |
| 10.                       | Simone Petilli            | Itália U23                | 31 pts                    |                           |

### Classificação por equipas
| Classificação por equipes | Classificação por equipes | Classificação por equipes | Classificação por equipes |
| Equipe                    | Equipe                    | Tempo                     |                           |
| ------------------------- | ------------------------- | ------------------------- | ------------------------- |
| 1.                        | Rússia U23                | 75h22m43s                 |                           |
| 2.                        | Itália U23                | + 16m55s                  |                           |
| 3.                        | Noruega U23               | + 20m44s                  |                           |
| 4.                        | Colômbia U23              | + 27m01s                  |                           |
| 5.                        | Alemanha U23              | + 47m35s                  |                           |
| 6.                        | Países Baixos U23         | + 57m40s                  |                           |
| 7.                        | Áustria U23               | + 58m26s                  |                           |
| 8.                        | Espanha U23               | + 58m28s                  |                           |
| 9.                        | Portugal U23              | + 1h13m22s                |                           |
| 10.                       | Bélgica U23               | + 1h16m07s                |                           |

## Evolução das classificações
| Etapa                 | Vencedor              | Classificação geral Maillot jaune | Classificação por pontos Maillot vert | Classificação da montanha Maillot à pois rouges | Classificação por equipas Classement par équipe |
| --------------------- | --------------------- | --------------------------------- | ------------------------------------- | ----------------------------------------------- | ----------------------------------------------- |
| Prólogo               | Søren Kragh Andersen  | Søren Kragh Andersen              | Søren Kragh Andersen                  | não entregado                                   | Alemanha sub-23                                 |
| 1.ª                   | Jonas Koch            | Søren Kragh Andersen              | Jonas Koch                            | Jonas Koch                                      | Alemanha sub-23                                 |
| 2.ª                   | Mads Pedersen         | Tom Bohli                         | Jonas Koch                            | Imanol Estévez                                  | Dinamarca sub-23                                |
| 3.ª                   | Søren Kragh Andersen  | Tom Bohli                         | Aksel Nõmmela                         | Imanol Estévez                                  | Dinamarca sub-23                                |
| 4.ª                   | Mads Würtz            | José Luis Rodríguez Aguilar       | Aksel Nõmmela                         | Mads Würtz                                      | Dinamarca sub-23                                |
| 5.ª                   | Guillaume Martin      | Gregor Mühlberger                 | Jonas Koch                            | Guillaume Martin                                | Noruega sub-23                                  |
| 6.ª                   | Élie Gesbert          | Marc Soler                        | Jonas Koch                            | Guillaume Martin                                | Noruega sub-23                                  |
| 7.ª                   | Matvey Mamykin        | Marc Soler                        | Jonas Koch                            | Matvey Mamykin                                  | Noruega sub-23                                  |
| Classificações finais | Classificações finais | Marc Soler                        | Jonas Koch                            | Matvey Mamykin                                  | Noruega sub-23                                  |